# Космос-2414
Космос-2414 је један од преко 2400 совјетских вјештачких сателита лансираних у оквиру програма Космос.
Космос-2414 је лансиран са космодрома Плесецк, Русија, 20. јануара 2005. Ракета-носач Космос је поставила сателит у орбиту око планете Земље. 